# Місія в Танжері (фільм)
«Місія в Танжері» (фр. Mission à Tanger) — французький кінофільм з Луї де Фюнесом.

## Сюжет
Передача секретних документів з Танжера в Лондон в 1942 році — дуже небезпечне завдання. Один за одним зникають агенти розвідувальної мережі, якою керує Александр Сегард і яка працює під прикриттям імпортно-експортної фірми. Тільки журналісту Жоржу Массу вдається впоратись з поставленим завданням.

## У ролях
- Реймон Руло — Жорж Мас, журналіст та секретний агент «Коннетабль»
- Габі Сільвія — Лілі
- Луї де Фюнес — іспанський генерал, відвідувач кабаре
- Мілаа Парелі — Барбара, покровителька кабаре «El Morocco»
- Генрі Нассіє — Александр Сегард, резидент розвідки в Танжері
- Бернар Лажарриж — Маленький Луї, фотограф
- Андре Вальмі — Вьодуа, «подвійний агент»
- Жо Дест — Фон Клостер, глава німецьких агентів
- П'єр Детелль — Морен
- Макс Револ — Бармен кабаре «El Morocco»
- Крістіан Бертола — Анрі Пеллетьє
- Робер Ле Фор — офіціант в кабаре
- Жак Енлеї — англійський полковник
- Жаклін Юе — гардеробниця в кабаре
- Григорій Хмара — росіянин